# Jose Elcius
Jose Elcius (sinh ngày 6 tháng 11 năm 2000) là một cầu thủ bóng đá người Quần đảo Turks và Caicos hiện đang thi đấu ở vị trí tiền vệ cho câu lạc bộ AFC Academy và Đội tuyển bóng đá quốc gia Quần đảo Turks và Caicos.

## Sự nghiệp thi đấu
Khi còn là một cầu thủ trẻ, Elcius từng thi đấu cho đội U-20 Quần đảo Turks và Caicos.
Anh có màn ra mắt quốc tế cho Quần đảo Turks và Caicos trong trận thua 0-4 trước Dominica vào ngày 22 tháng 3 năm. Ngày 14 tháng 11 năm 2019, Elcius ghi bàn thắng đầu tiên cho Quần đảo Turks và Caicos trong chiến thắng 3-2 trước Sint Maarten tại CONCACAF Nations League.